# Coniopteryx insularis
Coniopteryx insularis är en insektsart som beskrevs av Meinander 1972. Coniopteryx insularis ingår i släktet Coniopteryx och familjen vaxsländor. Inga underarter finns listade i Catalogue of Life.